# Krzepów (stacja kolejowa)
Krzepów – stacja kolejowa w Głogowie, położona przy ul. Kolejowej na terenie osiedla Krzepów.

## Ruch pasażerski
| Rok  | Wymiana pasażerska na dobę |
| ---- | -------------------------- |
| 2017 | 20-49                      |
| 2022 | 20-49                      |

Do 2011 roku dojeżdżały autobusy Komunikacji Miejskiej w Głogowie linii numer 53. W 2018 roku władze miasta Głogowa zaproponowały zmianę nazwy stacji na "Głogów Krzepów" uzasadniając faktycznym stanem terytorialnym, na którym znajduje się stacja od połowy lat 80 XX wieku.
W latach 2017–2018 stacja Krzepów została zmodernizowana. Prace obejmowały m.in. modernizację i podniesienie peronu do wysokości 0,76 m., wymianę oświetlenia na ledowe, zamontowanie nowej infrastruktury małej (ławki, kosze), dobudowano rozjazd od strony Grębocic umożliwiający zjazd z toru nr 1 na tor nr 2 oraz wymieniono urządzenia SRK. Prace zostały sfinansowane ze środków budżetowych w ramach programu "Prace na linii kolejowej nr 273 na odcinku Wrocław – Głogów".

## Połączenia
Na stacji Krzepów zatrzymują się pociągi Polregio, którymi można dotrzeć w kierunkach stacji:
- Głogów
- Wrocław Główny
- Zielona Góra Główna